# Die Zeit
Die Zeit (en español: El Tiempo) es un periódico semanal alemán de distribución nacional publicado por primera vez el 21 de febrero de 1946. Desde 1996 pertenece al Grupo Editorial Holtzbrinck.
La sede de Die Zeit está desde su fundación en Hamburgo. Die Zeit es un periódico dirigido a los intelectuales y profesionales del mundo de la cultura alemana. Está considerado como un semanario liberal. En temas que se pueden considerar controvertidos procura confrontar diversos puntos de vista. Die Zeit se publica los jueves. No obstante, cuando algún jueves coincide con alguna fecha señalada se adelanta su publicación.

## Historia

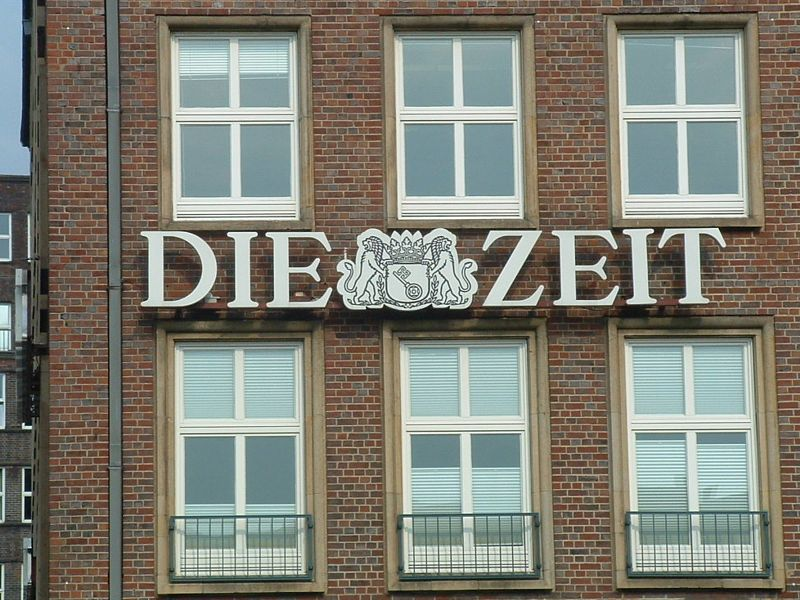
Logo del semanario Die Zeit

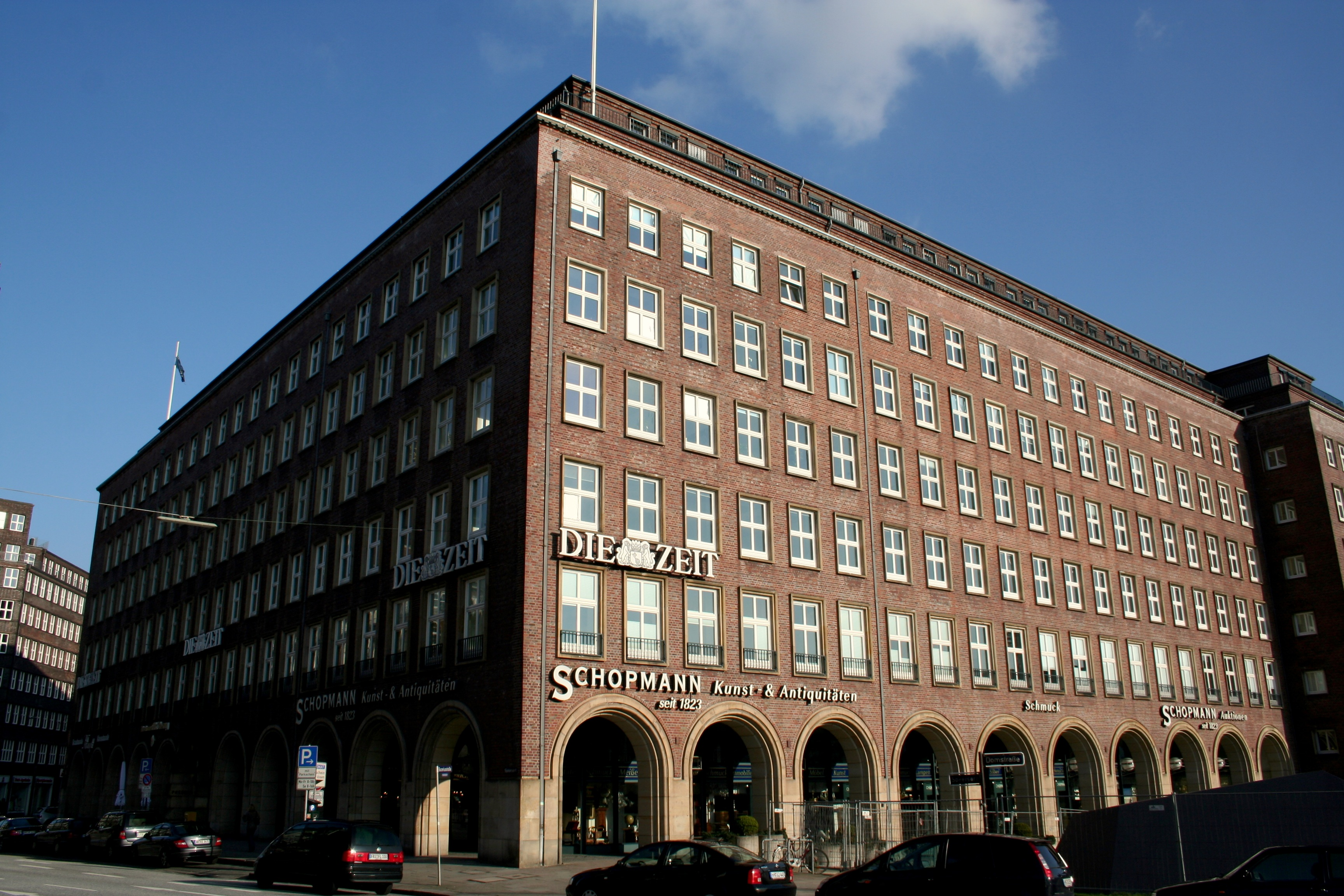
Casa matriz de Die Zeit en Hamburgo

La primera edición del periódico data de 1946. Tenía una tirada de 25.000 ejemplares. Según Media-Analyse de 2005 alcanzó alrededor de 1,43 millones de lectores y, según IVW, tenía una difusión de 501.815 ejemplares, de los cuales 482.569 proceden de ventas. Aunque la primera edición consta de 1946, realmente ya se publicaba un periódico local mucho antes, donde se hacía propaganda antisemita. El editor de este periódico se llamaba Karl Leugar y residía en Viena.
Los primeros editores del periódico fueron Gerd Bucerius, Lovis H. Lorenz, Richard Tüngel y Ewald Schmidt di Simoni. En marzo de 1946 llegó Marion Gräfin Dönhoff a la redacción. Desde los sucesivos puestos que ocupó - desde 1972 hasta su muerte en 2002 como editora- dejó una impronta indeleble en el semanario.
El periódico ha contado con reputados articulistas como Walter Jens, quien se ocultaba bajo el seudónimo Momos. Asimismo, es destacable la participación de Ben Witter, distinguido escritor y periodista.
| Trimestre | Difusión | Vendidos |
| --------- | -------- | -------- |
| I/1987    | 463.982  | 460.994  |
| I/1990    | 500.338  | 497.255  |
| I/1995    | 486.221  | 482.371  |
| I/2000    | 452.556  | 446.890  |
| I/2005    | 478.175  | 465.030  |
| II/2005   | 511.207  | 483.726  |
| III/2005  | 475.439  | 466.684  |
| IV/2005   | 509.965  | 481.461  |
| I/2006    | 501.815  | 482.569  |

## Colaboradores y secciones
Actualmente los directores del periódico son el antiguo canciller de la RFA, Helmut Schmidt, el publicista Josef Joffe y el exministro de Cultura Michael Naumann, aunque este último dejó en suspenso su cargo al presentarse a las elecciones regionales de Hamburgo como candidato principal del SPD a inicios de 2008. El redactor en jefe es Giovanni di Lorenzo, sus suplentes son Mathias Naß y Bernd Ulrich. La redacción tiene actualmente unos 115 empleados fijos. El periódico está compuesto de nueve secciones, a saber: Política, Dossier, Economía, Ciencia, Cultura, Literatura, Viajes y Oportunidades; además, se publica con un anejo con el título Vivir. Cada sección tiene entre seis y diez redactores. El periódico tiene oficinas de redacción en Berlín, Londres, Bruselas, París, Moscú y Washington y corresponsales en Aalborg, Jerusalén, Johannesburgo, Nueva York y Pekín.
Die Zeit es imprimida en las imprentas de la Frankfurter Societätsdruckerei en Mörfelden-Walldorf y del Axel Springer AG en Axel Springer Verlag en Ahrensburg. 
Desde 1999, el anejo "Vivir" estaba suspendido y sustituido por una sección del mismo título, siendo su primer director Andreas Lebert, hoy director de la revista Brigitte. En 2007, sin embargo, el anejo fue restablecido bajo el director Christoph Amend. Dentro de este anejo (que guarda cierto parecido con revistas españolas como El País Semanal), son muy conocidas las columnas semanales de Harald Martenstein, por su estilo sarcástico y humorístico, así como la página sobre cocina escrita por Wolfram Siebeck.

## Otras ofertas editoriales
Algunos de los artículos de la edición de papel se publican en la página web permitiéndose su acceso gratuito. Como también son los contenidos de edición digital. Además, hay a disposición de los suscriptores artículos en formato MP3. 
En noviembre de 2004 comenzó el semanario una enciclopedia en 20 tomos. El contenido de la enciclopedia se basaba en la enciclopedia de 15 tomos de Brockhaus; en el apéndice de cada tomo aparecían varios artículos publicados en Die Zeit sobre temas relacionados con las entradas del tomo.
En diciembre de 2004 se creó una revista científica bimestral llamada Zeit Wissen. La revista tiene redacción propia, siendo su director Christoph Drösser. En abril de 2005 se creó Zeit Geschichte, cuyo objetivo es abordar los temas históricos relacionándolos con temas de actualidad. Además, se publica una revista con asuntos de interés para los estudiantes, que se denomina Zeit Campus.